# Eiichi Uemura
Eiichi Uemura (植村 映一 Uemura Eiichi?), född 1 december 1975 i Yamanashi prefektur, är en japansk före detta fotbollsspelare.
Uemura började sin karriär 1999 i Ventforet Kofu. Han avslutade karriären 1999.